# La Fête
Pour les articles homonymes, voir Fête (homonymie) et La Fête (chanson).
La Fête est un roman de l'écrivain français Roger Vailland, paru en 1960.
Avant-dernier roman de l'auteur, il est écrit par Vailland en 1960, dans sa maison de Meillonnas dans l'Ain. 
Le libertin n'a pas toujours « le regard froid » et rêve aussi d'un avenir radieux parsemé de fêtes : « J'imagine de grandes fêtes, frivoles et délicates, des bergeries où les vraies bergères seraient toutes des reines. »
Dans ses Écrits intimes, Vailland écrit : « Duc (est) à la fois moi-même et un autre mais j'aurais dû en parler comme d'un "confrère". » Et effectivement, Duc son personnage lui ressemble : « Le torse large, les membres courts, le visage comme un bec, les doigts crochus, ses mains : des serres. C'est un rapace. »

## Présentation
Roger Vailland dans ses derniers romans analyse les rapports sociaux et s'intéresse au libertinage bien sûr mais aussi au pouvoir de l’argent. « Je me suis tout entier intégré à moi-même, chaque geste de l’amour, dans l’instant où il est accompli et s’il est exécuté avec bonheur, met en cause l’homme tout entier. » 
Communiste, écrivain, libertin, au fil de ses 'saisons', l'homme ne se divise pas.
Il est l'acteur principal de La Fête sous le nom de Duc, y met en scène sa femme Élisabeth sous le nom de Léone. Le sujet de ce roman est la recherche de sa souveraineté dans le domaine privé puisque le collectif décidément se dérobe.

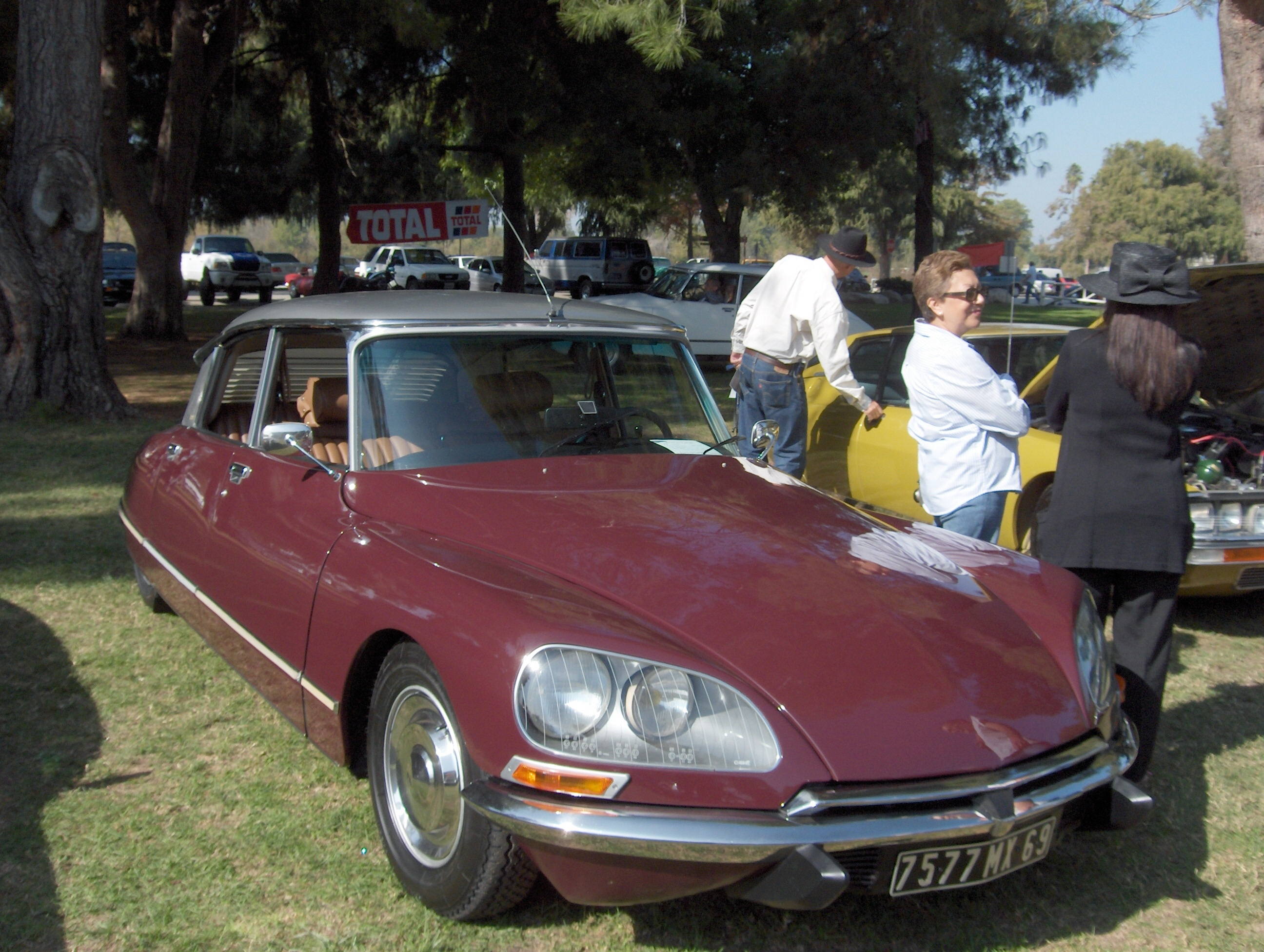
La DS de La Fête

Roger Vailland idéalise le couple Duc-Léone, décrit une relation équilibrée, symbole de ce qu'il nomme « L'art de vivre. » Il refuse alors d'écrire l'histoire d'un révolutionnaire professionnel, comme il en avait eu l'intention, peut-être sur le modèle de son ami Henri Bourbon, résistant et député communiste de l'Ain ou un roman sur le bonheur impossible partagé entre passion et devoir. Il remue son passé depuis plusieurs mois, travaille sur l'Égypte où jadis il est allé en reportage, son voyage à l'île de la Réunion en 1958, mais sans succès. Son projet s'enlise, comme il le raconte dans La Fête, il ne sent pas vraiment ses personnages et tente de donner un sens à son travail dans le « non-sens universel, » de transposer sa vie dans son roman pour retrouver cet équilibre, cette unité qu'il a toujours recherchés.
Duc, écrivain comme Vailland, veut faire de sa vie des dix derniers jours le sujet de son prochain roman : « Ce ne sera pas un roman, il s’en tiendra à la réalité, il ne dira que la vérité. Mais comme il ne saura pas dire toute la vérité, ce serait le livre des livres quel qu’en soit le prétexte, ce sera tout de même un roman. Soit, dit Léone. Nous allons commencer la saison du roman qui n’en est pas un. » Mais un écrivain peut-il vraiment parvenir à dire toute la vérité ?

## Contenu et Résumé

### L'approche de Vailland
« Dans La Fête, Vailland affine sa conception de la souveraineté et du libertinage, en mettant en scène l’extraordinaire liberté du couple qu’il forme avec Élisabeth. » 
Il retrouve là les thèmes fondamentaux de son œuvre, ceux qui l'ont poursuivi toute sa vie, quelle que soit la forme qu'ils aient pris.
« Ce que cherche Vailland, c’est l’amour-plaisir entre partenaires égaux, respectueux l’un de l’autre. Souverains ». Cette citation de Marie-Noëlle Rio à propos de la femme selon Vailland aurait pu servir d’épigraphe à La Fête. Roger Vailland pose sur les femmes l’œil du passionné de botanique qu’il était, décrivant ici l’orchis bifolia comme il peint ensuite le visage de Lucie, la jeune femme qu’il convoite. Il pose aussi, comme il aimait à le dire en citant Sade « le regard froid du vrai libertin », ce regard d’oiseau de proie d’un 'grand duc' par exemple, nom qu’il a choisi pour son héros. Avec sa femme Léone, Duc ne se dispute jamais. Il vaque à ses plaisirs, c’est son jardin secret et elle le respecte, respect autant que tabou mais respect dans l’égalité.
À travers les arcanes du libertinage, Duc retrouve sa souveraineté avec Lucie. Une fois la partie jouée, ils se séparent comme Valmont avec ses conquêtes éphémères dans Les liaisons dangereuses ou Casanova dans ses périples dans l’Europe du XVIIIe siècle cher à Vailland, conformément aux règles du libertinage.

### Contexte de La Fête
En mai 1958, Roger Vailland part avec sa femme Elisabeth en voyage à l’île de La Réunion. Ce voyage, c’est elle qui l’a voulu pour sortir son mari de ses difficultés, de son mal de vivre et de ses abus. Date fatidique pour un homme comme lui, passionné de politique, qui part et laisse son pays en pleine effervescence, qui joue les indifférents, qui semble 'désintéressé' comme il l’a fait dire à don Cesare dans son roman La Loi. Nouveau voyage donc après le voyage l’année précédente en Italie du sud, dans les Pouilles, pour changer d’air et faire le point. 
Mais malgré le succès considérable de La Loi, fruit justement du voyage dans Les Pouilles, qui consacre Roger Vailland comme grand écrivain, rien n’y fait ; il est toujours dépressif et espère que ce nouveau voyage saura le libérer de ses obsessions, aura l’effet cathartique tant attendu. A Meillonnas, la vie a repris et il est toujours insatisfait, se tournant vers le cinéma, travaille avec Roger Vadim au scénario des Liaisons dangereuses. Avec cette adaptation contemporaine de Choderlos de Laclos puis la création d’une pièce de théâtre Monsieur Jean sur le thème de don Juan, c’est l’image du libertin qui se profile de nouveau et fait suite à la publication de son Éloge du Cardinal de Bernis qui donne corps à cette Esquisse pour un portrait du vrai libertin qu’il avait ébauché dès 1946. Comme si le militant politique et ses romans engagés n’avaient été qu’une parenthèse, un tremplin pour aller vers un ailleurs fait de ses préoccupations passées.

### La dualité Duc-Vailland
Duc, le héros de son roman, porte un nom ambigu à double acception : 
- Un nom d’animal, d’oiseau rapace nocturne qui rappelle peut-être ce qu’il a été à une période de la vie, un noctambule, un nom comme Vailland les aime, comme ses héros Bernard Busard dans 325.000 francs ou Milan dans Les mauvais coups.
- Le duc, c’est aussi le souverain d’un duché, métaphore de l’homme-souverain cher à Vailland, notion qui sert de fil conducteur à ce roman.
Dans son essai L’œuvre de cruauté, Vailland tente de circonscrire le concept de souveraineté qui va le poursuivre toute sa vie :

La possession, quand les amants sont égaux en souveraineté, est une cérémonie solennelle comme la messe, la course de taureau et la tragédie. […] Le jeu de cruauté implique des acteurs égaux en souveraineté, respectueux l’un de l’autre. « Je suis un être libre, c’est-à-dire souverain, et je ne reconnais à personne, ni à dieu, ni au roi, le droit de me tyranniser. »
Le profil de Duc, cet oiseau rapace, ressemble étrangement à son géniteur Roger Vailland. Son ami Claude Roy n’a aucun doute sur cette identité, cette dualité Duc-Vailland : « La Fête, écrit-il, est un roman de Roger Vailland, par Roger Vailland, dont le personnage est Roger Vailland. » Une nouvelle fois, l’auteur recourt à ce double qui est lui-même mais qui, en même temps, permet de se différencier, de relativiser la situation, lui donner un caractère provisoire et plus rassurant.
- Dans Drôle de jeu, François Lamballe, libertin qui traîne son spleen dans les années trente, se mue en résistant et en 1942 devient Marat. Vailland-Marat est le même et n’est pas le même comme il l’écrira à propos de l’acteur de théâtre. Il s’est débarrassé de ses inhibitions, s’est jeté dans la bataille comme un homme nouveau après une nouvelle cure de désintoxication.
- Dans les années trente où Vailland cherche sa voie et sa place, il se dédouble, d’un côté l’homme Vailland qui fait la fête et vit le plus souvent la nuit, de l’autre le journaliste qui travaille le jour en signant ses articles Georges Omer et signera ensuite son essai-reportage Suède40 du nom d’Etienne Merpin.
Duc peut être atteint par la disgrâce : passionné de botanique, il constate qu’il « n’avait pas la main heureuse cette saison-là », le romancier n’a pas non plus « la main heureuse » puisqu’il ne parvient pas à poursuivre le roman commencé qui deviendra dans La Fête un roman dans le roman.

## Le roman dans le roman
On peut présenter ce roman en reprenant simplement sa trame comme l’a fait Claude Roy : Duc est un homme désabusé, qui ne s’aime plus guère que dans une recherche hédoniste, la chasse au plaisir. Sa fête à lui, cette quête de volupté qui occupe une partie de son temps, qui empiète sur son travail de romancier, va consister cette fois-ci à vivre trois jours de plaisir avec la femme de son ami Jean-Marc et d’écrire un livre sur cette aventure. Résumé linéaire, d’une première lecture ou pour ce qui concerne Claude Roy, exercice obligé pour la prière d’insérer.
Au-delà du parcours événementiel de Duc et de son épouse Léone, Vailland traite de ses thèmes favoris, l’ambivalence du 'roman dans le roman', ce moment indéfinissable qui réveille en lui le désir de création, le moment où il sort de sa chrysalide, laisse affluer les images et accroche au mur son diagramme quand l’homme s’efface derrière le romancier.
Ainsi dans ce roman, il dit du 'second personnage féminin' qu’il ne fait encore « qu’entrevoir la chevelure relevée en chignon et le tailleur Prince de Galles, dont il ne connaissait encore que ces détails vestimentaires et la profession. »
Vailland espérait que le coup de foudre entre le commandant en second du bateau Philippe Legrand et une passagère Jeanne Treffort, déclenche ce déclic inopiné qu’ils avaient connu, que ce moment merveilleux du premier regard rejaillisse sur lui et libère son écriture.
« Quoi de surprenant, dit le docteur, les désirs les plus vifs surviennent à l’improviste. » Coup de foudre au-delà du désir, il l’a aimée « absolument ». Ce déclic qui va enfin fonctionner entre Duc et Lucie n’est qu’un pétard mouillé dans cette ébauche d’idylle entre Philippe et Jeanne Treffort. La Fête est aussi l'histoire de ce roman avorté.
Il faut à Vailland ce déclic, quelque chose qui excite l’acuité de son regard et parle à son imaginaire. Dans ce roman en chantier, qui n’avance pas, rien de tel : il ne sent pas son sujet, ses personnages lui échappent, « il avait inventé deux personnages faussement désinvoltes, bienveillants et méprisants», récusant finalement le docteur et sa suffisance comme porte-parole. Mais Lucie, c’est autre chose, elle possède l’allure de ces licornes chères à Vailland : « Elle est Lucie Lemarque » écrit-il.
Comme l'écrit Alain Georges Leduc, Vailland a réussi ici à dépasser "le nombrilisme du roman français" « en faisant du roman, dans le sillage de Flaubert, à la fois un mode de connaissance du fait social et un objet d'art posant le problème de sa propre esthétique, de sa spécificité. »

## Le personnage de Lucie
Lucie et sa façon de s'habiller

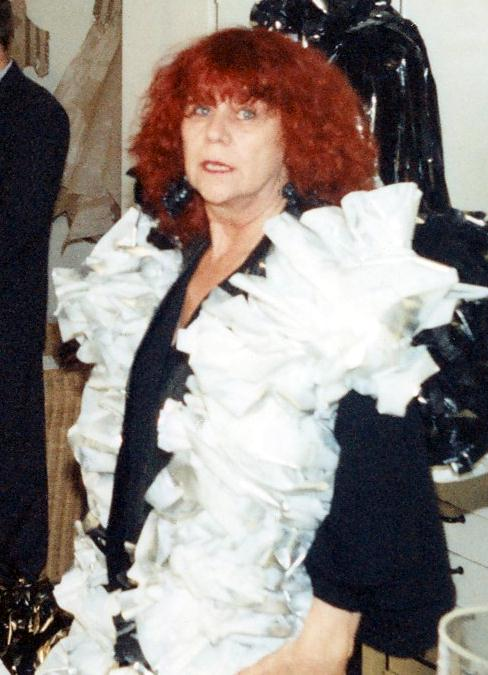
Lucie : naturelle ou sophistiquée

Lucie, jeune femme libérée, légère et naturelle, s'habille à l'image de son tempérament, avec « une robe d'été, un tissu un peu raide dont les cassures révélaient à chaque pas le mouvement des hanches et des épaules. » Elle peut apparaître « en robe de chambre de soie légère, bleu pâle, ouverte sur une chemise de nuit blanche, fermée aux poignets, fermée au cou par un col rond et tombant jusqu'aux pieds. » Vêtement fermé compensant sa sensualité.
La sage Léone, la femme de Duc, remarque le pull en cashmere que porte la jeune femme : « Lucie, dit Duc, vole les pulls-overs de Jean-Marc. - Comment dit vivement Lucie; mais qu'est-ce que tu crois ? J'aime le cashmere. Le mois dernier, j'ai dépensé la moitié de mon salaire à acheter des cashmeres. J'ai acheté un pull en cashmere à Jean-Marc. Il doit l'avoir dans la valise. » Cette réponse laisse Duc rêveur, il a envie d'en savoir plus sur Lucie, « ce qu'elle gagne, comment elle fait pour dépenser la moitié de son salaire d'un mois pour acheter des cashmeres… »
Les choix de Lucie, les sacrifices ou les compromis qu'elle est capable de consentir pour soigner son apparence sont pour Vailland très révélateurs de son caractère.
Lucie et les hommes
Lucie attire plutôt les hommes qui aiment les garçons. Elle n'a connu jusqu'à son aventure avec Duc que trois partenaires : Antoine, plutôt porté vers les hommes, a été une aventure sans lendemain ; avec Fabrice qu'elle a connu après son mariage, elle a eu une relation curieuse basée sur la pitié qu'elle éprouve pour lui, un homme faible qui a plutôt peur de femmes mais qui a besoin d'elle. Quant à son mari Jean-Marc, il n'éprouve guère de jalousie face au comportement de Duc et semble se résigner à la situation.

## Édition
- La Fête, Éditions Gallimard, Paris, 1960, 287 p., Édition de poche, 1er août 2001  (ISBN 2-07-042109-0)
- De la souveraineté selon Vailland, Jean Sénégas, revue Europe, 1988
- Le vêtement féminin dans les romans de Roger Vailland, Élizabeth Legros, site Roger Vailland, 2008
- Vidéo Lecture de La Fête